# Koziczkowski

Herb Koziczkowski

Herb Koziczkowski II

Herb Koziczkowski III

Koziczkowski (błędnie Wrycz-Koziczkowski, Wrycz) – kaszubski herb szlachecki.

## Opis herbu
Herb znany przynajmniej w trzech wariantach. Opisy z wykorzystaniem zasad blazonowania, zaproponowanych przez Alfreda Znamierowskiego:
Koziczkowski I: W polu srebrnym trzy róże czerwone na gałązce zielonej o trzech ulistnionych łodygach (po dwa listki na stronę). Klejnot: nad hełmem w koronie trzy pióra strusie. Labry: czerwone, podbite srebrem.
Koziczkowski II: Łodyżki mają po jednym listku na stronę, są krótsze, nad całością półksiężyc czerwony z twarzą w prawo. Dwa skrajne pióra w klejnocie czerwone.
Koziczkowski III: Łodyżki mają po jednym listku z prawej, wyrastają z gałęzi zielonej, z obciętymi końcami, w pas. Środkowe pióro w klejnocie czerwone.

## Najwcześniejsze wzmianki
Herb w wariancie podstawowym pojawił się po raz pierwszy u Dachnowskiego (Herbarz szlachty Prus Królewskich). Wymieniają go też Kasper Niesiecki, Ostrowski (Księga herbowa rodów polskich), Nowy Siebmacher, oraz Żernicki (Der polnische Adel). Warianty II i III przytaczają Ostrowski oraz Siebmacher. Wariant II znany jest z pieczęci jakiegoś Koziczkowskiego z XVIII wieku (ale łodyga wyrasta z murawy), zaś godło wariantu III znane jest z pieczęci Adama Koziczkowskiego z 1772.

## Rodzina Koziczkowskich
Drobna rodzina szlachecka z ziemi lęborskiej, o nazwisku pochodzącym od wsi Koziczkowo, obecnie Kożyczkowo. Protoplastą rodziny ma być żyjący w 1530 Gregor Rys (Ris), ojciec Adama, dziedzica Koziczkowa. Synowie i córki Adama wzmiankowani są w 1570 (Andrzej, Jan, Maciej, Stanisław, Anna, Katarzyna). Osoby te wymieniane są jako dziedzic działów innych wiosek poza Koziczkowem: Łebno, Zaskoczyn, Gostomie, Niesiołowice. W późniejszym okresie znani jako właściciele części we wsiach: Wiczlino, Mściszewice, Borzestowo, Opalino oraz Perlinko i Bychowo. Członkowie rodu wzmiankowani są w latach późniejszych: 1733 (Jakub, Jakub, Jan, Jan, Maciej Koziczkowscy), 1764 (Jakub, Wojciech Koziczkowscy), 1772 (Adam, Marcin Koziczkowscy). Pierwotnie nazwisko Koziczkowskich, Rys (Ryss, Riz) tłumaczono jako Ryś albo z niemiecka Ritz, przez co kolei utożsamiano je z nazwiskiem Wrycz. Stąd wysnuwano błędny wniosek, że Koziczkowscy to gałąź rodziny Wrycza. Seweryn Uruski podał też błędną informację, że Koziczkowscy wywodzą się od niemieckiej rodziny Rutsch, która, osiadłszy w Prusach, odmieniła nazwisko na Rydz, a następnie od Koziczkowa przyjęła nazwisko odmiejscowe.

## Herbowni
Koziczkowski (Kocziczkowski, Kosziczki, Kosziczkowski, Kozyczkowsky, Kożyczkowski) z przydomkami Rys, Ryss, Riz, Rydz. Gałąź rodziny osiadła w lęborskiem otrzymała w 1916 prawo do posługiwania się nazwiskiem Rützen-Kositzkau.
Tadeusz Gajl wśród herbownych wymienia jeszcze nazwiska Gorczyca, Gorczycki i Kozakiewicz.
Herbarz szlachty białoruskiej dodaje jeszcze nazwisko Bernowicz